# Jonathan, fiul urșilor
Jonathan, fiul urșilor (în italiană Jonathan degli orsi) este un film western spaghetti din 1993 regizat de Enzo G. Castellari. Este o coproducție italiano-rusă; a fost filmat și lansat în Rusia ca Месть - белого индейца (cu sensul de Răzbunarea indianului alb).

## Prezentare
Tânărul Jonathan Kowalski, un copil alb, se ascunde într-o peșteră când o bandă de criminali îi ucid familia. Aici întâlnește un ursuleț. Cei doi orfani trăiesc împreună până când Jonathan este luat și crescut de un trib de amerindieni din Dakota. Fiind crescut ca fiul vitreg al șefului tribului, ajunge să fie respectat și începe să iubească natura. Învățătura primită de la tatăl său vitreg îi va folosi toată viața. Când acesta moare, el crede că sufletul acestuia s-a întrupat într-un urs.
Magnatul Fred Goodwin descoperă petrol în pământul tribului său. Încă bântuit de faptul că nu a reușit să-și salveze prima sa familie, Jonathan decide să-și protejeze tribul împotriva lui Fred Goodwin și a mercenarilor săi. Dușmanii săi îl prind și îl răstignesc. Jonathan este salvat curând de fiul sclavilor africani.

## Distribuție
- Franco Nero: Jonathan
- Igor Alimov: Jonathan, băiat
- John Saxon: Fred Goodwin, magnat petrolier
- Floyd Red Crow Westerman: Tawanka
- David Hess: Maddock
- Rodrigo Obregón: Kaspar
- Ennio Girolami: mercenarul lui Goodwin
- Bobby Rhodes: Williamson
- Marie Louise Sinclair: Șefa unui bordel
- Boris Khmelnitsky: mercenarul religios
- Knifewing Segura: Chatow

## Producție
Producția la Jonathan, fiul urșilor a început în 1993. În cartea din 2011 Any Gun Can Play, a fost considerat ultimul mare film Western spaghetti. Filmul a intrat în faza de dezvoltare atunci când Franco Nero realiza deja un film în Rusia și a stabilit un acord pentru finanțarea unui western între producătorul său moscovit și Mediaset, deținut de Silvio Berlusconi. Grant a simțit că filmul a fost influențat de filmul lui Kevin Costner, Dansând cu lupii, dar Nero a insistat asupra faptului că filmul era în pregătire înainte de realizarea filmului lui Costner. Nero s-a dus în Statele Unite pentru a obține asocierea lui Floyd Red Crow Westerman, care era distribuit în filmul Dansând cu lupii, pentru ca acesta să apară și în Jonathan, fiul urșilor. De asemenea, Nero a obținut colaborarea lui Knifewing Segura pentru ca acesta să cânte pe coloana sonoră a filmului. Filmul a fost turnat în întregime în Rusia.

## Lansare
Jonathan, fiul urșilor a fost prezentat la Piața de film de la Cannes (Marché du Film) în 1994. Filmul nu a fost lansat până în 1995. Nero a dat vina pe doi factori pentru eșecul comercial al filmului. Primul a fost decizia distribuitorilor care au stabilit premiera filmului în perioada Crăciunului, în timp ce filme western ca: Justițiarul Vestului Sălbatic (Wyatt Earp) și Geronimo: O legendă americană (Geronimo: An American Legend) nu au fost lansate până în luna mai. În Italia, aceasta a fost perioada pentru premiera filmelor, deoarece puțini au vizitat cinematografele între mai și septembrie. Nero a considerat că un alt motiv al eșecului a fost că prima jumătate a filmului arăta ca „un film pentru copii, cu băiatul și ursul, abia a doua parte este un western italian propriu-zis. I-am spus întotdeauna lui Castellari: «Enzo, ar trebui tăiat cel puțin 10 sau 15 minute din prima parte.»”